# Ornithogalum perdurans
Ornithogalum perdurans är en sparrisväxtart som beskrevs av A.P.Dold och Steven A. Hammer. Ornithogalum perdurans ingår i släktet stjärnlökar, och familjen sparrisväxter. Inga underarter finns listade i Catalogue of Life.